# スヴェレ・ステネルセン
スヴェレ・ステネルセン（Sverre Stenersen, 1926年6月18日 - 2005年12月16日）は、1950年代に活躍したノルウェー北部のトロムス県Målselv出身のノルディック複合選手。

## プロフィール
若いころは地元で林業に従事していたが1940年代後半にオスロへ出てスキーのトレーニングを積んだ。
ステネルセンの最も大きな功績として挙げられるのが、1954年のノルディックスキー世界選手権、及び、1956年コルチナ・ダンペッツオオリンピックでそれぞれ金メダルを獲得したことである。また、1952年オスロオリンピックでは銅メダル、1958年のノルディックスキー世界選手権では銀メダルを獲得した。
この他にステネルセンは、ノルウェー選手権で合計13回優勝、1954年から1958年まで5連覇した。ホルメンコーレン大会では1955年、1956年、1959年の3回優勝、1959年はグンダー・グンダーセンと優勝を分け合っている。ラハティスキーゲームズでは1956年、1957年、1959年、1960年の4回優勝。
33歳で出場した1960年スコーバレーオリンピックでは7位となり、このシーズン限りで引退した。引退後は故郷に戻りスポーツ用品店を経営、その後Målselv地区の文化・スポーツ担当官を定年まで務めた。
1955年にホルメンコーレン・メダルを受章した。
2005年12月16日、死去。79歳だった。